# Tortanus tumidus
Tortanus tumidus is een eenoogkreeftjessoort uit de familie van de Tortanidae. De wetenschappelijke naam van de soort is voor het eerst geldig gepubliceerd in 2004 door Chen, Hwang & Yin.